# Els Picons (Os de Balaguer)
Els Picons és una muntanya de 951 metres que es troba al municipi d'Os de Balaguer, a la comarca catalana de la Noguera.
Aquest cim està inclòs al llistat dels 100 cims de la FEEC amb el nom de Los Picons.